# Mohamed Said Amokrane
Mohamed Said Amokrane (en arabe : محمد سعيد أمقران) est un footballeur international algérien né le 25 janvier 1957 à Alger. Il évoluait au poste d'avant centre.

## Biographie
Mohamed Said Amokrane reçoit quatre sélections en équipe d'Algérie en 1982. Il joue son premier match en équipe nationale le 7 février 1982, contre la Tunisie (victoire 0-1). Il joue son dernier match le 13 mars 1982, contre l'Éthiopie (nul 0-0).

## Palmarès
| NA Hussein Dey - Coupe d'Algérie (1) : - Vainqueur : 1978-79. - Finaliste : 1976-77. - Coupe d'Afrique des vainqueurs de coupe : - Finaliste : 1978. |  | USM Aïn Beida - Ligue 2 (1) : - Champion Gr. est : 1984-85. |